# Noblesse géorgienne
Les origines de la noblesse géorgienne à travers l'histoire de ce pays.

## Histoire

### La noblesse géorgienne pré-chrétienne
Alors que la Géorgie occidentale se développait considérablement grâce à l'influence des colonies grecques du bord de la Mer Noire, le Karthli restait divisé et sous l'emprise de l'empire achéménide. La chronique géorgienne nous fait part d'une certaine organisation régionale durant cette période : chaque ville (ou clan) était dirigé par un mamasakhlissi (მამასახლისი), qui régnait héréditairement. Apparemment, le mamasakhlissi de Mtskheta était le plus important du Karthli et servait de suzerain à ses homologues voisins. Ainsi, lorsque les Hébreux se réfugieront dans le Caucase après la prise de Jérusalem par les Babyloniens au VIIIe siècle av. J.-C., c'est celui-ci qui leur accordera des terres dans la vallée de l'Aragvi.[réf. nécessaire]
Le dernier (mais aussi le seul) mamasakhlissi connu se nomme Samara. Son règne s'achève avec l'invasion d'Alexandre le Grand à la fin du IVe siècle av. J.-C.

### Sous l'empire russe
Lorsque l’empereur Nicolas Ier décide en 1801 d'annexer la Géorgie en vertu du contrat de protection de la Géorgie par la Russie, la noblesse russe entreprend de féoder la noblesse géorgienne : elle commence par la faire recenser. Tous les nobles géorgiens sont donc intégrés au système russe, en gardant l'hérédité des titres et leur transmission à toute leur descendance. Certaines familles refusent de se soumettre, et perdent de fait leur noblesse juridique aux yeux de l'empire russe, bien qu'ils garderont leurs prérogatives au sein de la société géorgienne. En revanche, ces familles n'apparaissent plus comme nobles au début du XXe siècle.
Les nobles géorgiens étaient alors classés en différentes catégories :
- les Tavadi (თავადი)[1] sont assimilés aux princes,
- les Aznaouri (აზნაური), assimilés à la noblesse non titrée.

## Religion
La noblesse géorgienne est chrétienne orthodoxe et relève de l'Église orthodoxe apostolique de Géorgie.
- Religion en Géorgie
- Exarchat de Géorgie

## Autres